# 47 mm SA 35
Il 47 mm SA 35 era un cannone per carri armati francese, impiegato durante la seconda guerra mondiale, versione del 47 mm SA 34 con canna allungata aumentarne l'efficacia nel tiro controcarri. Era un'arma a colpo singolo, con canna lunga 32 calibri. Equipaggiava la torretta APX-1 del AMC 34, del Char D2 e del Char B1bis, con sistema di puntamento 4× modello L.724, con campo da 11,25°, reticolo prima a V poi a croce e tamburo graduato regolabile fino a 1.500 per il cannone e 1.600 m per la mitragliatrice coassiale. La torretta APX-4 montava invece il cannone con sistema di mira 4× modello L.762 con campo da 11,81° e reticolo a croce; essa equipaggiava il carro SOMUA S35, il Char D2 ed il B1bis.

## Munizionamento
| Munizionamento SA 35 |                         |          |            |               |                           |
| Tipo                 | Modello                 | Peso, kg | Peso HE, g | Lunghezza, mm | Velocità alla volata, m/s |
| APC                  | Obus de rupture Mle1935 | 1,62     | -          | 145           | 660                       |
| HE                   | Obus explosif Mle1932   | 1,41     | 142        | 183           | 590                       |